# 미야우치역 (니가타현)
미야우치역(일본어: 宮内駅)은 일본 니가타현에 있는, 동일본 여객철도의 철도역이다. 신에쓰 본선이 지나가며, 조에쓰선의 종점이다. 조에쓰선의 열차들은 모두 나가오카역까지 직결 운행하고 있다.

## 역 구조
승강장은 3면 5선 구조로, 단식 1면 1선과 섬식 2면 4선이 있다. 지상역이며 역사는 자유통로 기능을 겸한 선상 구조이다. 역 업무는 JR 니가타 비즈니스가 대신 하고 있으며, 오전 7시 15분부터 오후 6시 45분까지 초록 창구를 영업한다. (단 이 시간대 중간에는 역무원이 자리를 비우는 시간도 있다.) 자동 발권기, 맞이방도 갖추어져 있다.

### 승강장
| 1·2   | ■ 신에쓰 본선 (상행) | 라이코지 · 가시와자키 · 나오에쓰 방면              |
| 1·2   | ■ 신에쓰 본선        | 오지야 · 에치고카와구치 · 고이데 · 무이카마치 방면 |
| 3·4·5 | ■ 신에쓰 본선        | 나가오카 · 니가타 방면                             |

## 역세권 정보
출구로는 서쪽 출구와 동쪽 출구가 있다. 에치고미야우치 우체국이 서쪽 출구 쪽에, 나가오카시청 사이와이 청사가 동쪽 출구 쪽에 있다.

## 역사
- 1898년 12월 27일 - 호쿠에쓰 철도의 역으로 개업하였다.
- 1907년 8월 1일 - 국유화에 따라 일본국유철도의 소속이 되었다.
- 1920년 11월 1일 - 조에쓰호쿠 선 (지금의 조에쓰선)이 개통하여 환승역이 되었다.
- 1987년 4월 1일 - 민영화에 따라 동일본 여객철도의 소속이 되었다.

## 인접역
| 동일본 여객철도 신에쓰 본선             | 동일본 여객철도 신에쓰 본선 | 동일본 여객철도 신에쓰 본선 |
| --------------------------------------- | --------------------------- | --------------------------- |
| 가시와자키 나오에쓰 방면                | ■ 쾌속                      | 나가오카 니가타 방면        |
| 마에카와 나오에쓰 방면                  | ■ 보통                      | 나가오카 니가타 방면        |
| 동일본 여객철도 조에쓰선                |                             |                             |
| 에치고타키야 에치고유자와·다카사키 방면 | ■ 보통                      | 나가오카 니가타 방면        |